# Бирь (река)
Бирь (баш. МФА: Бөрөо файле; Бюрсу) — река на Прибельской увалисто-волнистой равнине и Уфимском плато, правый приток реки Белой, протекает по Мишкинскому и Бирскому районам Башкортостана.
По реке назван город Бирск.

## Этимология
Название реки имеет башкирское происхождение и означает — «волчья» река.

## Гидрология
Длина реки составляет 128 км. Площадь водосборного бассейна — 2200 км², общее падение — 126 м. Среднегодовой расход воды — 12,5 м³/с, в устье — 19,8 м³/с. Питание преимущественно снеговое.
Исток — озеро Бухмень, расположенное к северо-западу от села Новотроицкого, на высоте 190 м.
Протекает с северо-востока на юго-запад по Мишкинскому району, с юго-востока на северо-запад — Бирскому.
Впадает в реку Белую на 262 км от её устья. Высота устья — 70 м над уровнем моря. Близ устья река не замерзает из-за множества ключей.
Правые притоки — Казяш, Иняк, Чукуда, Шады, Сухояз, Кынгыр и другие, левые — Бишелап, Кутькин.

Рождается она из ключа, затем, примерно на 5-м километре, вновь уходит под землю и только у деревни Малое Накаряково выбивается на поверхность множеством родников, с каждой сотней метров набирает силу и из лесной глухомани выходит в долину. Здесь на Бири много глубоких омутов, тихих плёсов, бурных перекатов.— Альманах «Рыболов-спортсмен» № 41

## Гидроморфология
Рельеф бассейна увалисто-равнинный — расчленён реками и балками; сложен алевролитами, песчаниками, конгломератами, гипсами и ангидритами уфимского и кунгурского ярусов перми. В верховьях развит открытый карбонатный карст, и закрытый сульфатный.
Русло извилистое, шириной от 5 до 20 м, глубиной — от 2 до 4 м. Дно илистое.
Ландшафты представлены широколиственными лесами, на серых лесных и дерново-подзолистых почвах. Лесистость бассейна — около 29 %, распаханность — 47 %.
Возле села Десяткино находится Десяткинский порог.

## Гидротехнические сооружения
В 1945 курсантами Ленинградского военного училища воздушного наблюдения и связи, эвакуированных в Бирск, построена малая ГЭС рядом с деревней Десяткино.
В 2010 в Мишкинском районе началось восстановление гидроузла, существовавшего в 1930—1950-х, на котором действовали Камеевская ГЭС села Камеево и Башбайбаковская ГЭС села Баш-Байбаково.

## Гидроним
В Географическом лексиконе Российского государства указано, что у татар и башкир именуется как Бюрсу, то есть — Волчья вода.
В Географическо-статистическому словаре Российской империи указано, что у татар именуется как Бюрса, то есть — Волчья-вода.
В Энциклопедическом лексиконе указано, что у татар и башкир именуется как Бире-суи, то есть — Волчья Вода.

## Данные водного реестра
По данным государственного водного реестра России относится к Камскому бассейновому округу, водохозяйственный участок реки — Белая от города Бирск и до устья, речной подбассейн реки — Белая. Речной бассейн реки — Кама.
Код объекта в государственном водном реестре — 10010201612111100025407.